# Koszmosz–1379
Koszmosz–1379 (oroszul: Космос 1379) szovjet ISZ–A típusú elfogóvadász műhold, melyet 1982 júniusában indítottak. Ez volt az ISZ program utolsó műholdindítása.

## Küldetés
Kijelölt pályán mozogva imitálta egy ballisztikus rakéta támadásának elhárítását, ezzel segítve a radaros felderítést, a légvédelem szerves egységeinek (irányítás, riasztás, imitált elfogás és gyakorló megsemmisítés) összehangolt működését. Hosszabb tárolási idő utáni tesztrepülés, a leghosszabb ASAT repülés.

## Jellemzői
A Központi Mérnöki Tervezőiroda (oroszul: Центральное конструкторское бюро машиностроения – ЦКБ) tervezte és felügyelte építését. Mind az ISZ–A, mind az ISZ–P műholdakat a Cselomej vezette OKB–52 fejlesztette ki és építette meg. Üzemeltetője a moszkvai Honvédelmi Minisztérium (oroszul: Министерство обороны – MO).
Megnevezései: COSPAR: 1982-060A; SSC kódszáma: 13281.
1982. június 18-án a Bajkonuri űrrepülőtérról, a LC–90/19 indítóállásából egy Ciklon–2 (11K69) hordozórakétával juttatták alacsony Föld körüli (LEO = Low-Earth Orbit) közeli körpályára. Az orbitális egység pályája 91,40 perces, 65.1° hajlásszögű, elliptikus pálya-perigeuma 144 kilométer, apogeuma 546 kilométer volt.
Mind az ISZ–A (истребитель спутник-активный – ИС–А) elfogóvadász műhold. Formája hengeres, átmérője 1.5 méter, hossza 4.5 méter, hasznos tömege 3320 kilogramm. Az űreszközre 8 napelemtáblát rögzítettek, éjszakai (földárnyék) energiaellátását újratölthető kémiai akkumulátorok biztosították.
Két részből állt: 
1. fő rész: vezérlési, célzómodul; számítógép; optikai rendszer; 300 kilogrammos repeszgránát,
2. hajtóanyag (300 másodperces működéshez) és a többször újraindítható mikromotor.

1982. június 6-án az előzetesen indított Koszmosz–1375-ös célműholdat több alkalommal optikai és radar-önrávezetéssel sem tudta 1 kilométeres távolságra megközelíteni, megsemmisíteni.